# Герман Кестен
Герман Кестен (нім. Hermann Kesten; 28 січня 1900, м-ко, нині селище Підволочиськ — 3 травня 1996, м-ко Рієні побл. м. Базель, Швейцарія) — німецький письменник, літературознавець.

## Життєпис
У 1904 році сім'я виїхала до Німеччини (м. Нюрнберг), 1917—1919 роки проживав у Відні (Австрія). Вивчав світову історію, філософію та германістику в університетах міст Ерланген і Франкфурт-на-Майні. Від 1927 року мешкав у Берліні, працював редактором у видавництві. 1933 року після приходу до влади нацистів емігрував до Нідерландів, від 1940 року — у містах Брюссель (Бельгія), Париж та Ніцца (Франція), згодом — у м. Нью-Йорк (США). 1952 року переїхав до м. Рим (Італія). У 1972—1976 роках очолював письменницьку організацію Німеччини. Від 1977 року проживав у м. Базель. 1995 року заснував преміальний фонд для 1-ї міжнародної Нюрнберзької премії в галузі прав людини.

## Творчість
Друкувався від 1926. Автор 16 романів і повістей, зокрема:
- «Навколо корони»,
- «Йосиф шукає свободу» (1927),
- «Фердинанд та Ізабелла» (1936),
- «Король Філіпп ІІ» (1938; 1950 під назвою «Я король»),
- «Діти Герніки»,
- «Чужий Бог»,
- «Пригоди мораліста»,
- «Шарлатан» (1932, 1968 вид. укр. мовою),
- «Справедливий» (1933),
- «Щасливі люди»,
- «Блукаюча людина» та ін., поезій, есе.

Твори Кестена перекладені багатьма мовами.

## Нагороди, премії, звання
- Почесний громадянин м. Нюрнберг (1980),
- Почесний доктор Вільного (м. Берлін) та Нюрнберзького університетів,
- Літературна премія у галузі культури Нюрнберга (1954),
- Літературна премія «Ді Калабрія» (Італія, 1969),
- Літературна премія Георга Бюхнера (Німеччина, 1974),
- Літературна премія Неллі Закс (Німеччина, 1987).

## Вшанування пам'яті
Муніципалітет Нюрнберга встановив (2000) стипендію Германа Кестена для молодих прозаїків із різних країн, 1988 в Нюрнберзі встановлено пам'ятник Кестену.
У Підволочиську на будівлі, де народився прозаїк, встановлено меморіальну дошку (2000).